# Verwaltungsgemeinschaft Hexental
Die Verwaltungsgemeinschaft Hexental ist ein Gemeindeverwaltungsverband im Landkreis Breisgau-Hochschwarzwald am Südlichen Oberrhein, Baden-Württemberg, Deutschland. Sie wurde nach einer konstituierenden Sitzung am 30. Juli 1971 am 30. September 1971 von den beteiligten Gemeinden im Zuge der Gebietsreform in Baden-Württemberg gegründet und nach ihrer Lage im Hexental benannt. Erster Verbandsvorsitzender war der Merzhauser Bürgermeister Werner Dammert. Bereits ein Jahr zuvor wurde wegen der schlechten Wasserversorgung der Gemeinde Au der Zweckverband Wasserversorgung Hexental gegründet, dem außer Horben alle Verbandsgemeinden angehören. Ein Ziel bestand darin, die politische Selbständigkeit zu erhalten und nicht der Stadt Freiburg angegliedert zu werden. Das Konstrukt einer Verwaltungsgemeinschaft (als Oberbegriff für Gemeindeverwaltungsverband und vereinbarte Verwaltungsgemeinschaft) war zu dieser Zeit neu.
Der Gemeindeverwaltungsverband besteht aus folgenden Gemeinden:
- Au
- Horben
- Merzhausen
- Sölden
- Wittnau

Im Bereich der Verwaltungsgemeinschaft Hexental leben zurzeit ca. 10.000 Menschen. Ihren Sitz hat sie in Merzhausen.